# Amsterdam
Amsterdam – miasto i stolica konstytucyjna Holandii, w prowincji Holandia Północna.
Większość instytucji rządowych oraz przedstawicielstw obcych państw znajduje się w Hadze.

## Dane ogólne

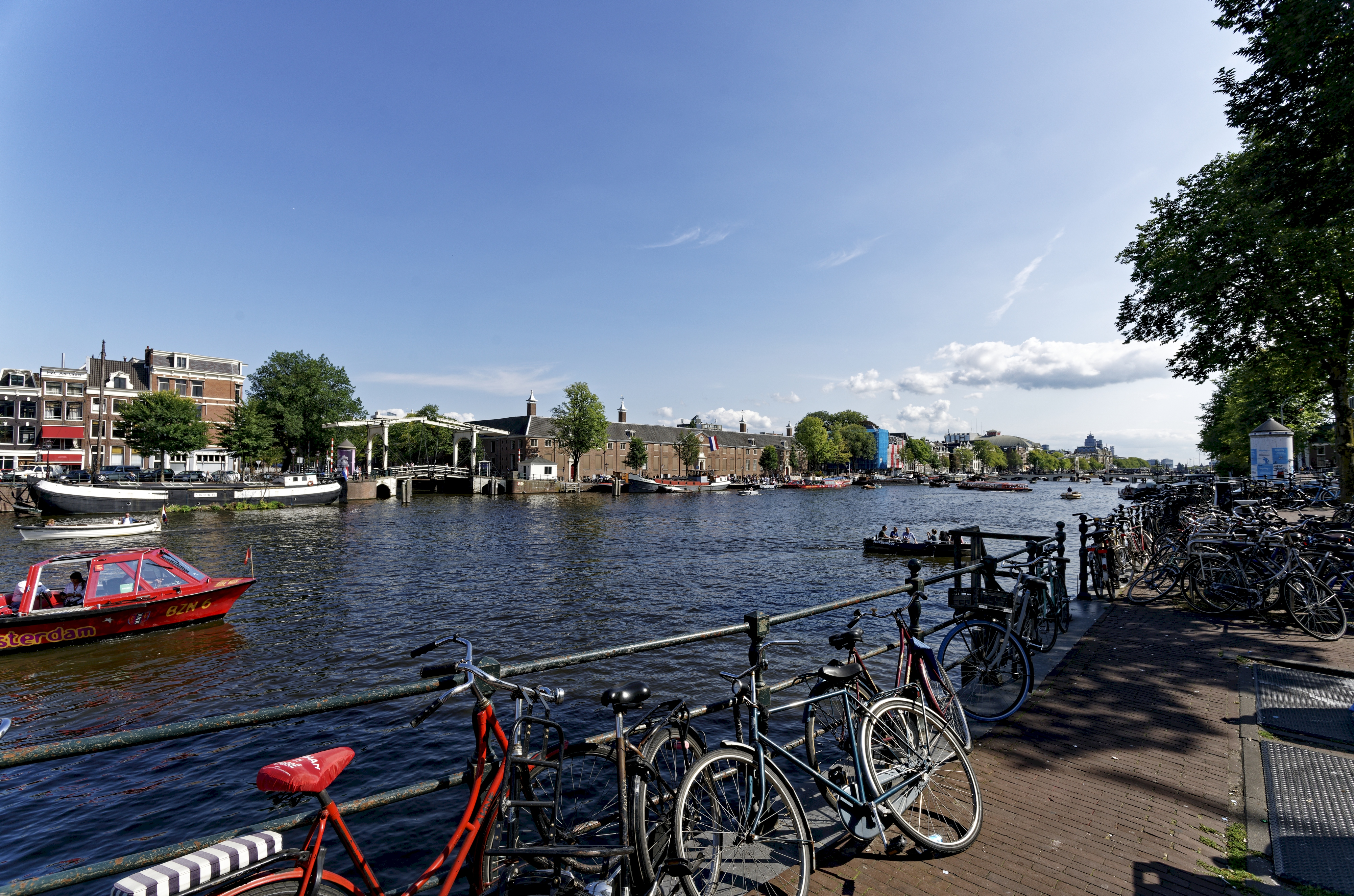
Rzeka Amstel

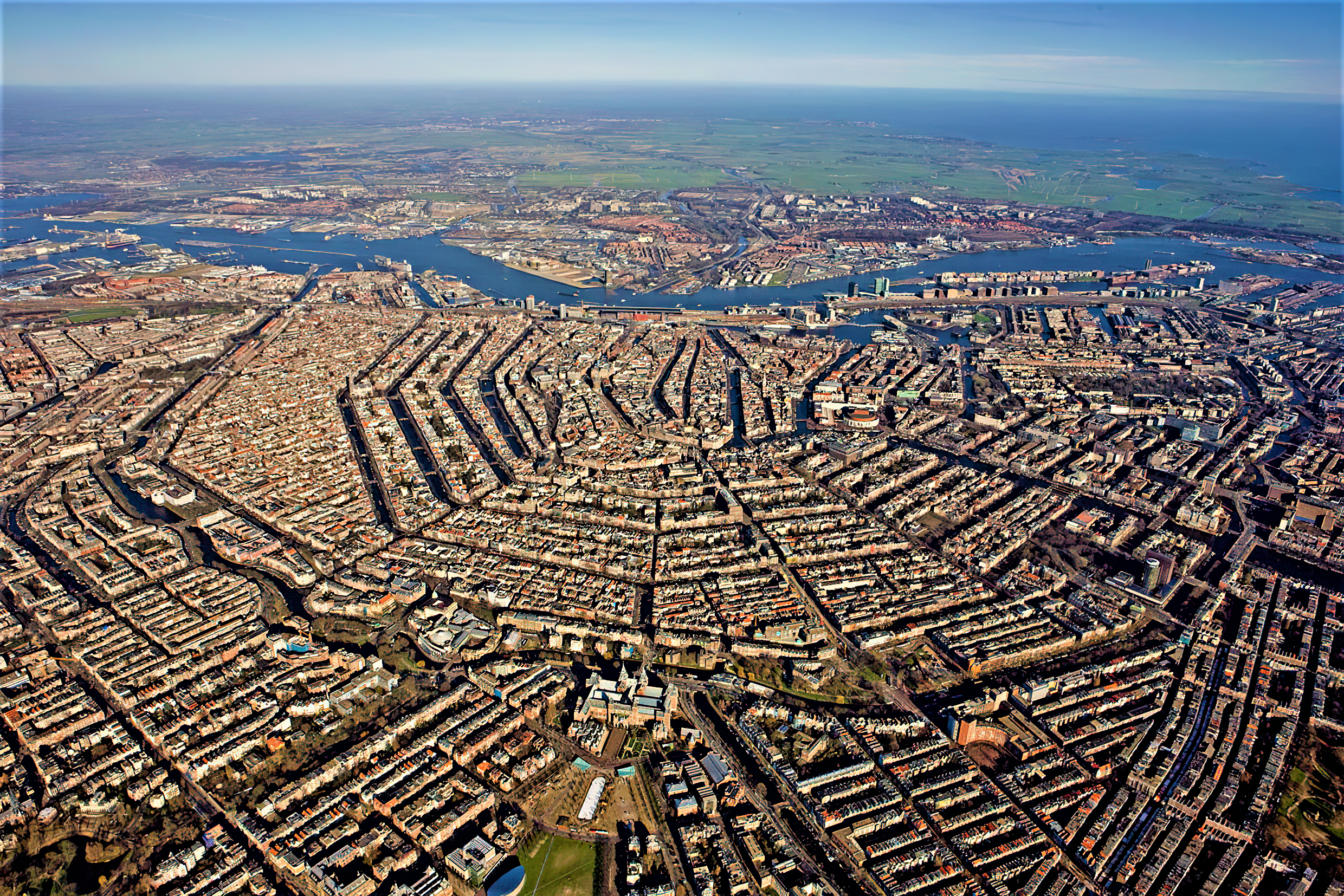
Grachtengordel

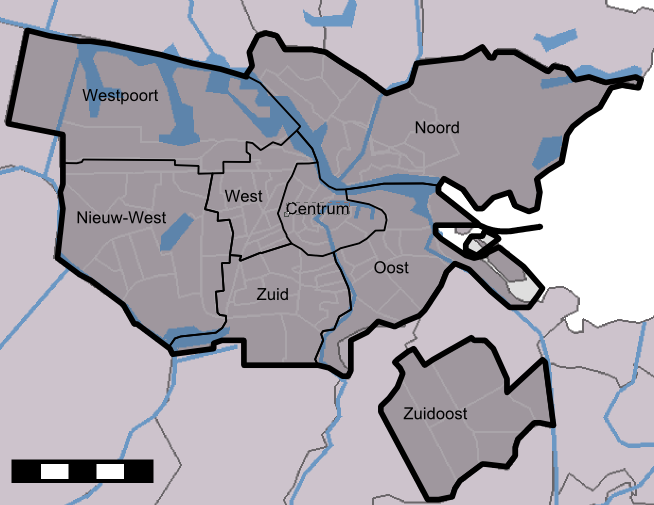
Podział administracyjny

Amsterdam położony jest nad rzekami Amstel i IJ oraz licznymi kanałami (160) – trzy największe w kształcie półksiężyców usytuowane niemalże równolegle do siebie to: Herengracht (położony najbardziej centralnie), Keizersgracht i Prinsengracht. Z nimi łączą się promieniście mniejsze kanały, tworząc sieć wodną dzielącą miasto na liczne wyspy, dlatego Amsterdam nazywany jest często Wenecją Północy. Amsterdam położony jest częściowo poniżej poziomu morza. Jest największym miastem Holandii, dużym ośrodkiem przemysłowym, drugim po Rotterdamie portem handlowym Holandii (dostępnym dla statków oceanicznych), połączonym kanałami z Morzem Północnym i Renem. Ważny ośrodek naukowy (2 uniwersytety, Królewski Instytut Tropikalny) i kulturalny; jest też ważnym ośrodkiem turystycznym z licznymi muzeami (m.in. Rijksmuseum, Muzeum Vincenta van Gogha, Rembrandthuis, Muzeum Tropiku); zabytkami i bogatymi ogrodami botanicznymi. Centrum miasta wraz z kanałami powstało w przeważającej części w XVII wieku (złoty wiek w historii Holandii)
Nazwa miasta oznacza – tamę (z holend. „dam”) na rzece Amstel (pierwotnie: Amsteldam). Pierwszy raz nazwa ta została zapisana po łacinie w 1275 roku przez hrabiego Florisa V – homines manentes apud Amestelledamme (ludzie mieszkający w pobliżu Amestelledamme). Litera r pojawiła się po raz pierwszy w 1282 roku – Amestelredamme. W 1327 roku hrabia Wilhelm III z Hainaut użył formy Aemsterdam, która najbardziej przypomina dzisiejszą nazwę miasta.

## Dzielnice Amsterdamu
Administracyjnie Amsterdam podzielony jest na 8 dzielnic:
- Centrum
- Noord
- West
- Nieuw-West
- Zuid
- Oost
- Zuidoost
- Westpoort

## Historia

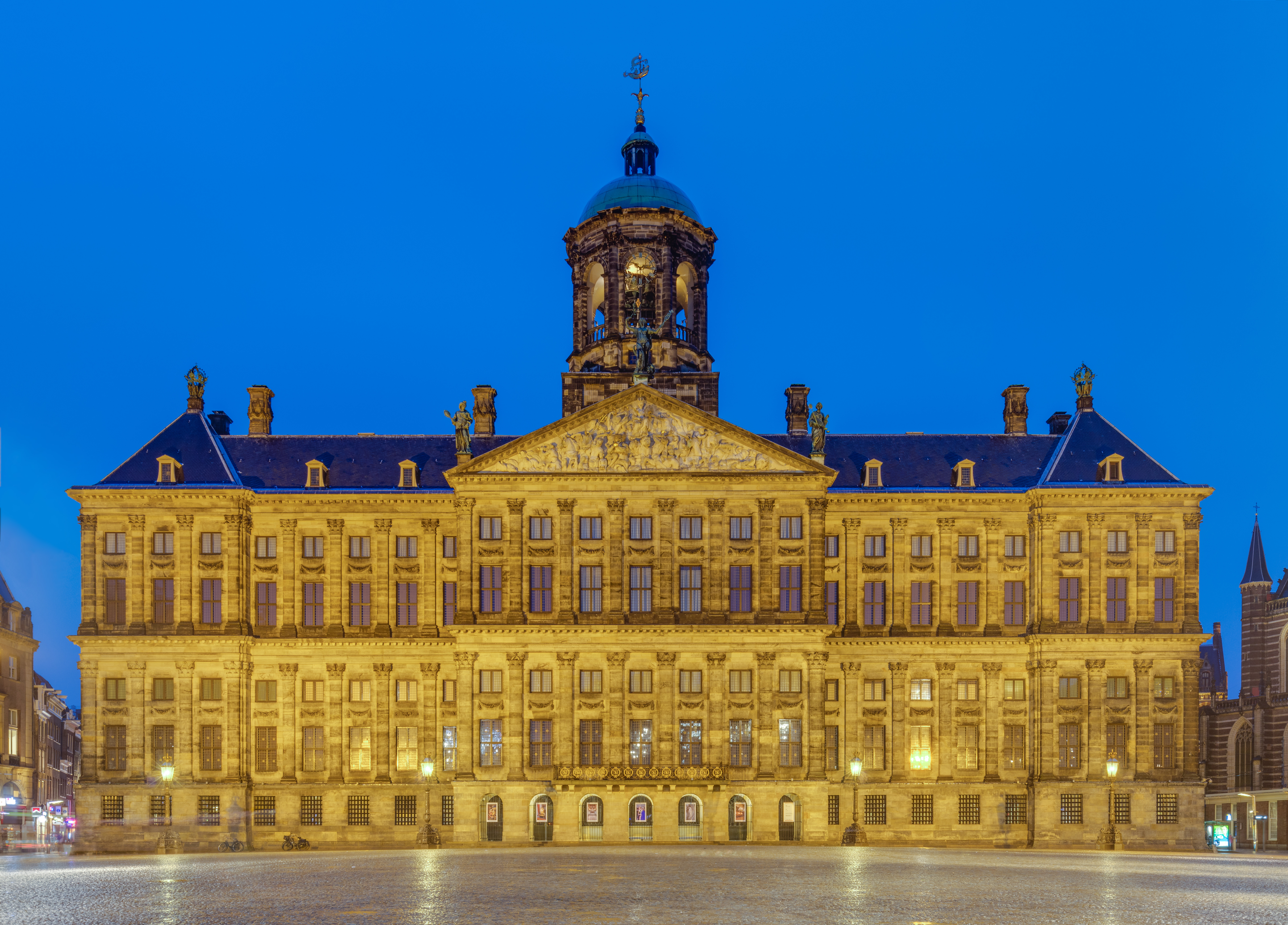
Ratusz według projektu Jacoba van Campena. Obecnie pałac królewski.

Początki miasta sięgają XIII wieku. Uprawa ziemi, ze względu na liczne powodzie była tu prawie niemożliwa, w związku z tym mieszkańcy zaczęli zajmować się rybołówstwem i żeglugą – zatoka szybko przekształcała się w port handlowy. W 1342 roku hrabia Wilhelm IV nadał miastu „Wielki Przywilej”, dzięki któremu umocniła się pozycja Amsterdamu – w XV wieku stał się najważniejszym miastem handlowym Holandii. Miasto rozrastało się – w 1300 roku Amsterdam liczył około 1000 mieszkańców, a w 1400 już 3000, pod koniec XV wieku powstały kanały – Singel, Kloveniersburgwal i Geldersekade. W czasie wojny osiemdziesięcioletniej Amsterdam stanął początkowo po stronie władcy Hiszpanii – Filipa II, aby w końcu poprzeć księcia Wilhelma Orańskiego. Kiedy Hiszpanie przejęli Antwerpię w 1585 roku, Amsterdam wykorzystał okazję, aby stać się jeszcze ważniejszym miastem na handlowej mapie Europy – wielu uciekinierów z Antwerpii schroniło się w Amsterdamie i tu odbudowywało swoje interesy. Równie dobry wpływ na zamożność miasta mieli bogaci Żydzi, którzy przybywali tu z Portugalii i Hiszpanii, gdzie byli prześladowani. Pod koniec XVI wieku z Amsterdamu wypływały pierwsze statki do Indii, rejsy te okazały się ogromnym sukcesem finansowym, co jeszcze wzmocniło znaczenie miasta. Wiek XVII to w historii Amsterdamu, i całej Holandii, złoty wiek. W 1602 roku Amsterdam stał się największym udziałowcem w Holenderskiej Kompanii Wschodnioindyjskiej. Miasto stało się w ten sposób także centrum finansowym.
W 1648 roku wojna z Hiszpanią zakończyła się pokojem w Munsterze (część pokoju westfalskiego) i powstała niepodległa republika pod panowaniem Wilhelma I Orańskiego. Amsterdam pozostawał poza centrum życia politycznego, jednak miał duży wpływ na rządy dzięki swojemu bogactwu. W latach 1613–1662 wykopano system kanałów według koncentrycznego układu Grachtengordel, w wyniku czego powierzchnia miasta powiększyła się czterokrotnie. W nowych dzielnicach powstały nowe kościoły protestanckie – Zuiderkerk, Noorderkerk i Westerkerk. W XVII wieku liczba mieszkańców miasta wzrosła do 210 000. Nie obyło się bez gorszych momentów – w 1664 roku ofiarą epidemii dżumy padło około 10% populacji miasta. W tym czasie w Amsterdamie mieszkali i tworzyli pisarze, poeci i najsłynniejsza postać miasta – malarz Rembrandt. Od 1650 do 1850 roku powierzchnia miasta powiększyła się bardzo nieznacznie, jednak ludności przybywało. W wyniku wojen z Francją i Anglią miasto znacznie ucierpiało, zwłaszcza w czasie rewolucji francuskiej. Po odzyskaniu przez Niderlandy niepodległości Amsterdam zaczął ożywać. Po powstaniu belgijskim miasto miało monopol na handel z koloniami, a pozycja portu została jeszcze umocniona, dzięki wybudowaniu Kanału Północnoholenderskiego i Kanału Morza Północnego. Pod koniec XIX wieku Amsterdam przeżywał swój drugi złoty wiek. Choć w czasie I wojny światowej Holandia była neutralna, to jednak Amsterdam, jak i reszta kraju, poważnie ucierpiał wskutek wojny – głównie z powodu braku żywności. W czasie II wojny światowej miasto było okupowane przez Niemców, wywieziono ponad 100 000 Żydów. Rewolucja kulturalna w latach 60. i 70. przyniosła Amsterdamowi miano magicznego miasta – tolerancja dla używania miękkich narkotyków sprawiła, że miasto stało się popularnym miejscem hippisowskim. W latach 80. znacznie wzrosła liczba imigrantów, szczególnie z Surinamu, Turcji i Maroka.

## Herb miasta
Herb Amsterdamu to trzy krzyże św. Andrzeja jeden pod drugim, takie same krzyże znajdują się na fladze miasta, tyle że tam ustawione są one poziomo. Znaczenie tych krzyży nie jest jasne, jednak historycy podejrzewają, iż mają one symbolizować trzy plagi, jakie dotknęły Amsterdam – wodę, ogień i dżumę. Oprócz nich w herbie znajduje się austriacka korona cesarska, którą umieścił tam w 1489 roku król Niemiec Maksymilian I Habsburg (Niderlandy znajdowały się wtedy pod jego panowaniem) – na znak swojego poparcia udzielonego miastu. Lwy w herbie pochodzą z XVI wieku, gdy miasto było częścią Republiki. Po II wojnie światowej, w 1946 roku, za zgodą królowej Wilhelminy, dodano do herbu motto – „Dzielni, Zdecydowani, Miłosierni” (Heldhaftig, Vastberaden, Barmhartig)

## Gospodarka

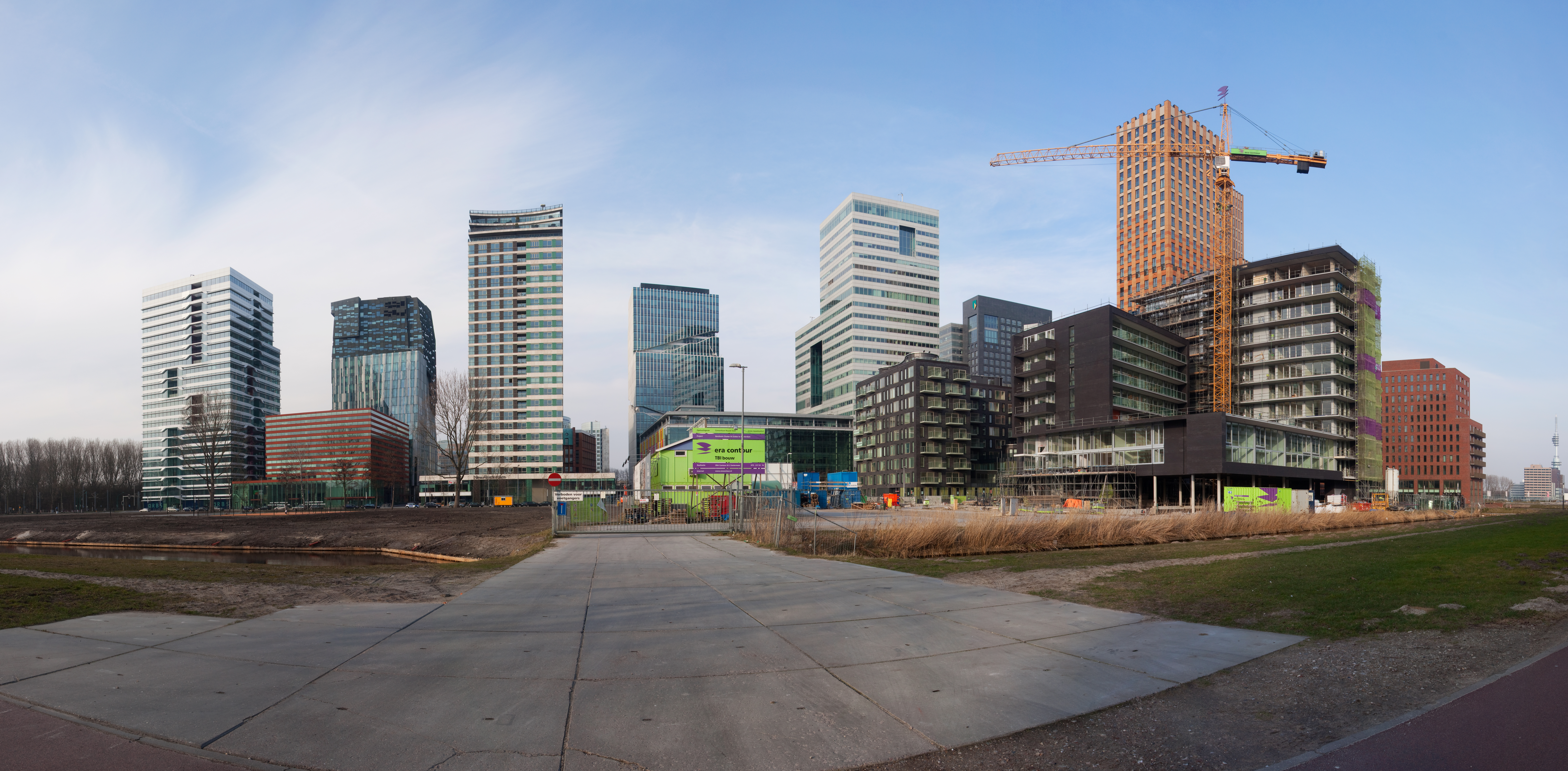
Zuidas – nowe centrum biznesowe Amsterdamu

Amsterdam jest ośrodkiem finansowo-handlowym, siedzibą banków, giełdy, towarzystw ubezpieczeniowych. Tutaj znajdują się siedziby główne takich firm jak ABN Amro, ING Group, Ahold, Delta Lloyd Group i Philips. Miasto posiada wielką stocznię remontową, kompleks rafineryjno-petrochemiczny, fabrykę samochodów (Ford), filię IBM (elektronika), browary Heinekena, szlifiernie diamentów, niegdyś także fabrykę samolotów (Fokker). Centrum biznesowym miasta jest Zuidas, gdzie coraz więcej banków ma swoje biura, tutaj też znajduje się World Trade Centre. Amsterdamska giełda (indeks AEX) jest częścią platformy Euronext, najstarszą giełdą na świecie i nadal należy do najważniejszych w Europie.

## Kultura i turystyka

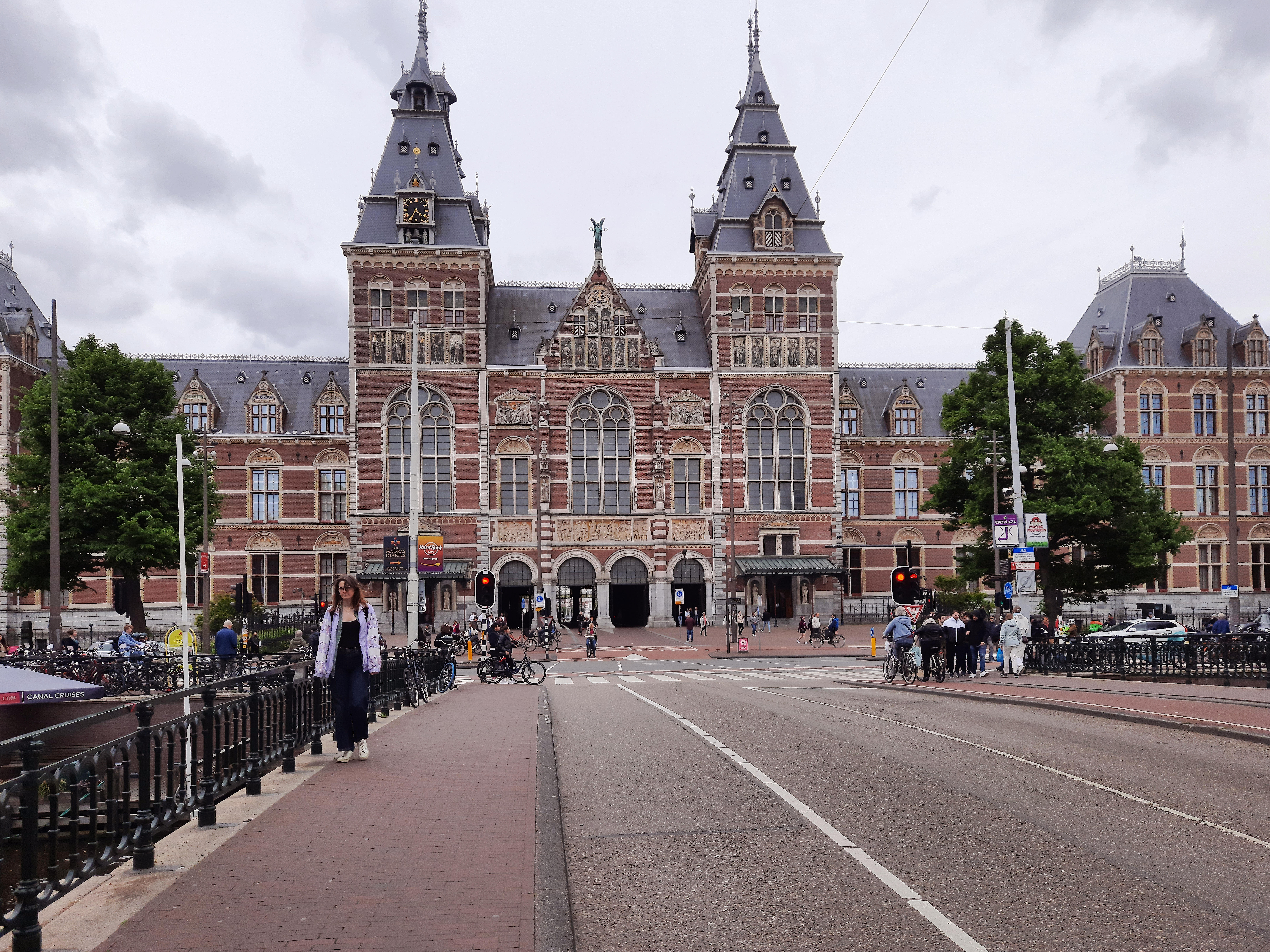
Rijksmuseum

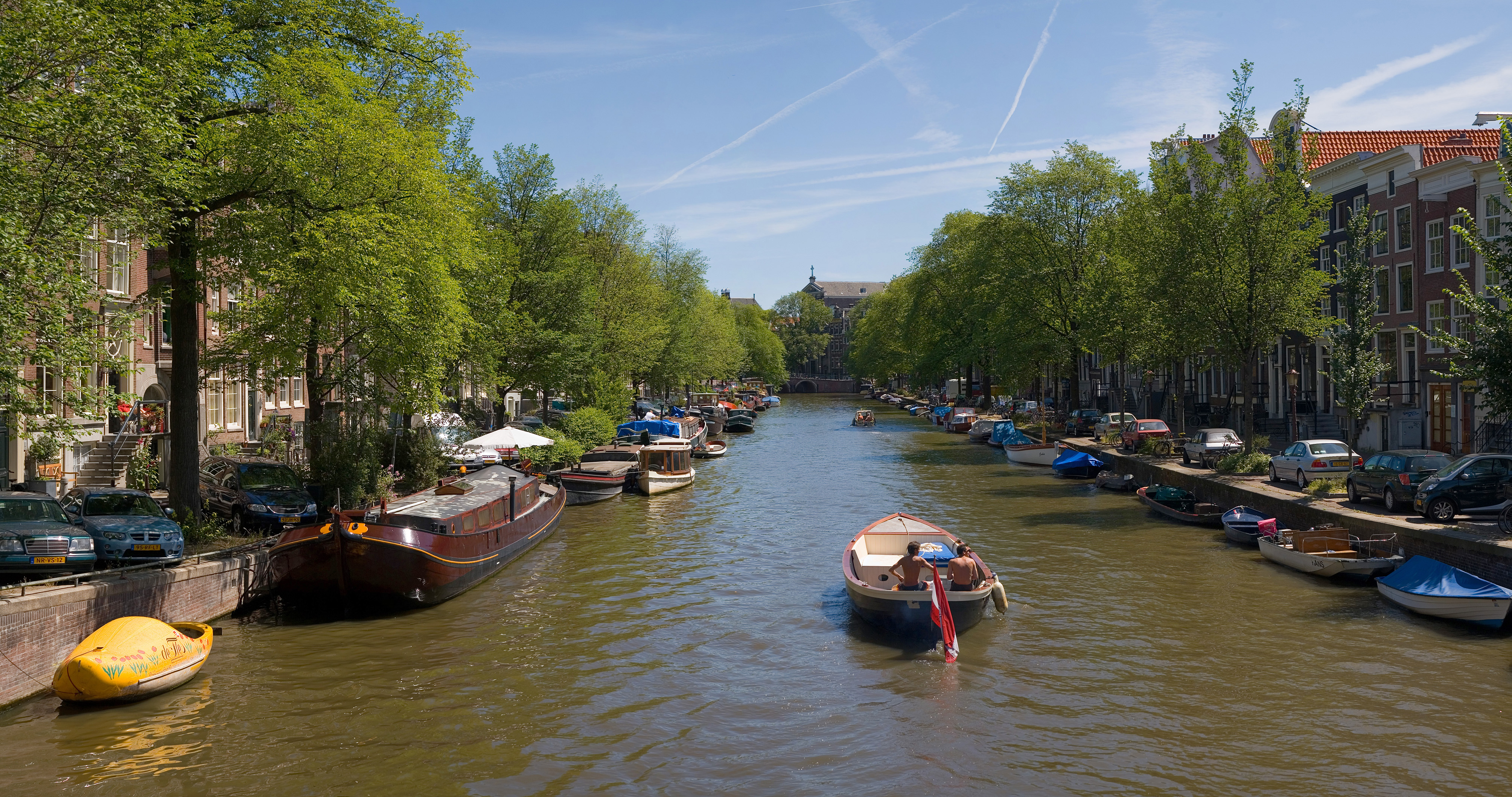

Turystyka wpływa znacząco na gospodarkę miasta. W 2019 odwiedziło Amsterdam około dziewiętnastu milionów turystów. W mieście znajduje się ponad 300 hoteli. Amsterdam jest centrum życia kulturalnego Holandii: ma teatry, muzea, galerie, ma orkiestry, ma swój balet. Dla wielu miasto jest symbolem wolności, tolerancji i liberalnej polityki względem miękkich narkotyków. Dzielnica Czerwonych Latarni jest jedną z największych atrakcji miasta dla zagranicznych turystów, na równi z kawiarniami (coffeeshop), gdzie używanie marihuany zostało zdepenalizowane.

## Amsterdam w kulturze
Jednym z najbardziej znanych obrazów świata jest związana z Amsterdamem i należąca do Rijksmuseum Kompania Fransa Banninga Cocqa i Willema van Ruytenburcha autorstwa Rembrandta van Rijna. Wiele filmów telewizyjnych i kinowych kręcono w całości, lub częściowo w Amsterdamie, m.in.
- Przekleństwo Amsterdamu – Amsterdamned (1988) reż. Dick Maas
- Buena Vista Social Club (1999) reż. Wim Wenders
- Diamenty są wieczne – Diamonds Are Forever (1971) reż. Guy Hamilton
- Pamiętnik Anny Frank – The Diary of Anne Frank (1959) reż. George Stevens
- Enigma (1999) (TV) reż. Paul Ruven
- Dziewczyna z perłą – Girl with a Pearl Earring (2003) reż. Peter Webber
- Jeśli dziś wtorek, to jesteśmy w Belgii – If It's Tuesday, This Must Be Belgium (1969) reż. Mel Stuart
- Charakter – Karakter (1997) reż. Mike van Diem
- Ocean’s Twelve: Dogrywka – Ocean’s Twelve (2004) reż. Steven Soderbergh
- Żołnierz Orański – Soldaat van Oranje (1977) reż. Paul Verhoeven
- Bliźniaczki – De Tweeling (2002) reż. Ben Sombogaart
- Czarna księga – Zwartboek (2006) reż. Paul Verhoeven
- Nocna straż – Night Watch (1995) reż. David Jackson, Michael Steinberg
- Niemy świadek – Do not Disturb (1999) reż. Dick Maas.

Także słynne zdjęcia (1969 rok) Johna Lennona i Yoko Ono w kampanii o pokój na świecie robione były w łóżku w amsterdamskim Hotelu Hilton. W Amsterdamie toczy się akcja kilku książek, np. „Jednorocznej wdowy” Johna Irvinga, czy „Murder in Amsterdam” Iana Burumy. Utwór pt. „Amsterdam” to jedna z najbardziej znanych piosenek Jacques'a Brela. Większość akcji powieści Odkrycie nieba Harry’ego Mulischa dzieje się w Amsterdamie. Do nocnego życia miasta nawiązuje także „Wspaniałe miasto Amsterdam” – jeden z utworów polskiego zespołu Big Cyc z albumu Z gitarą wśród zwierząt. Jest także piosenka disco-polo z lat 90. zespołu Lambit „Amsterdam”.

## Transport

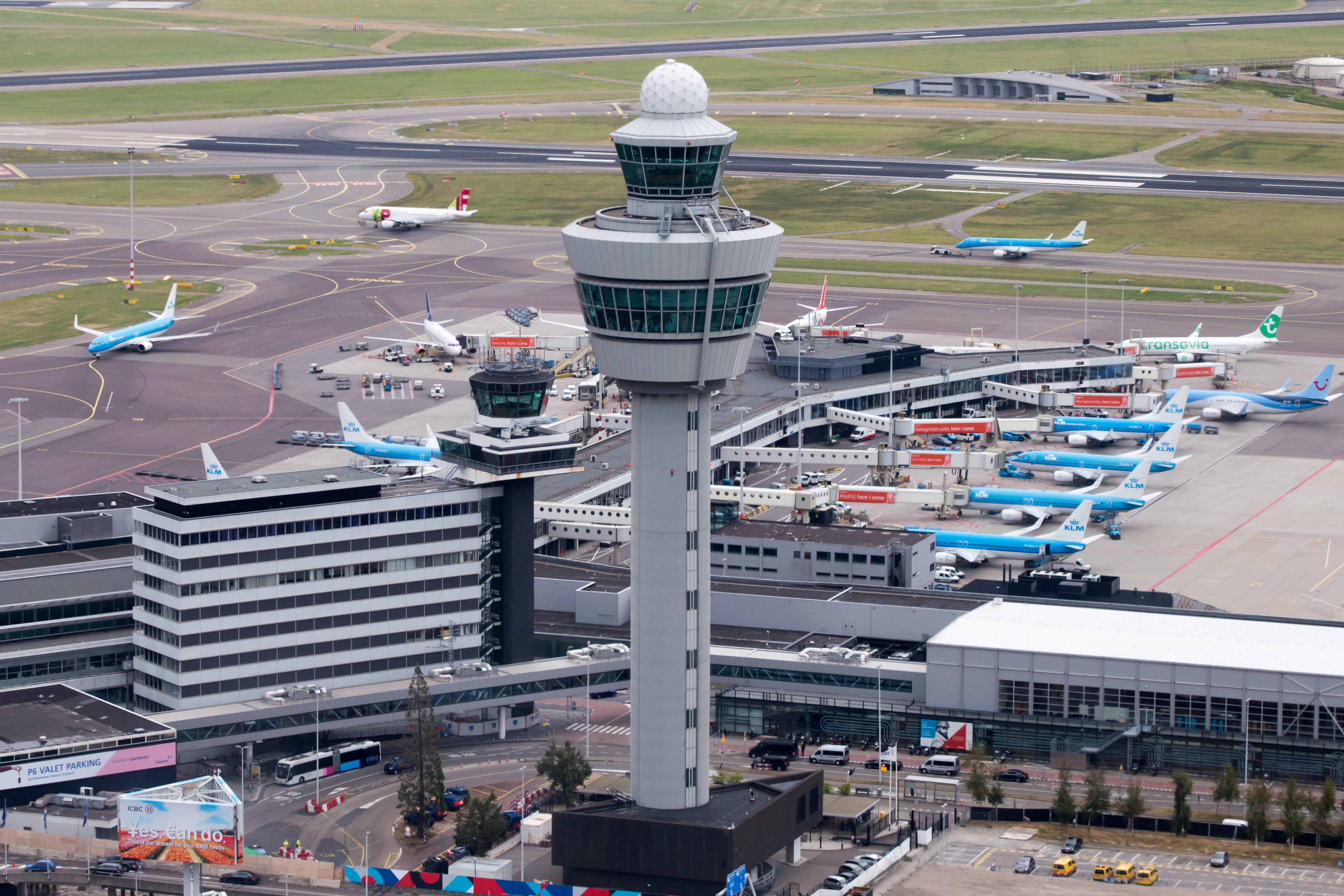
Schiphol

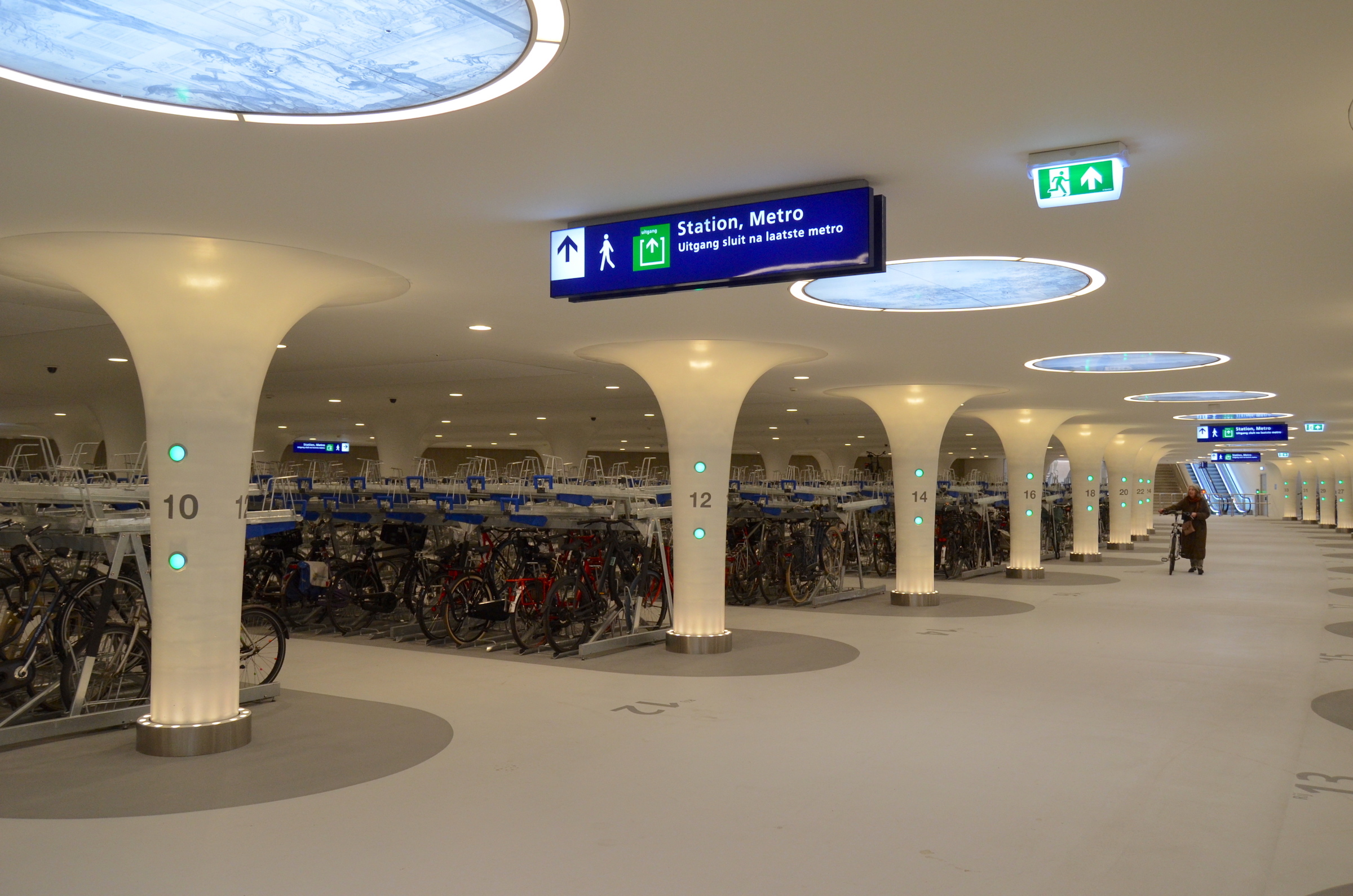
Parking dla rowerów przy Centraal Station

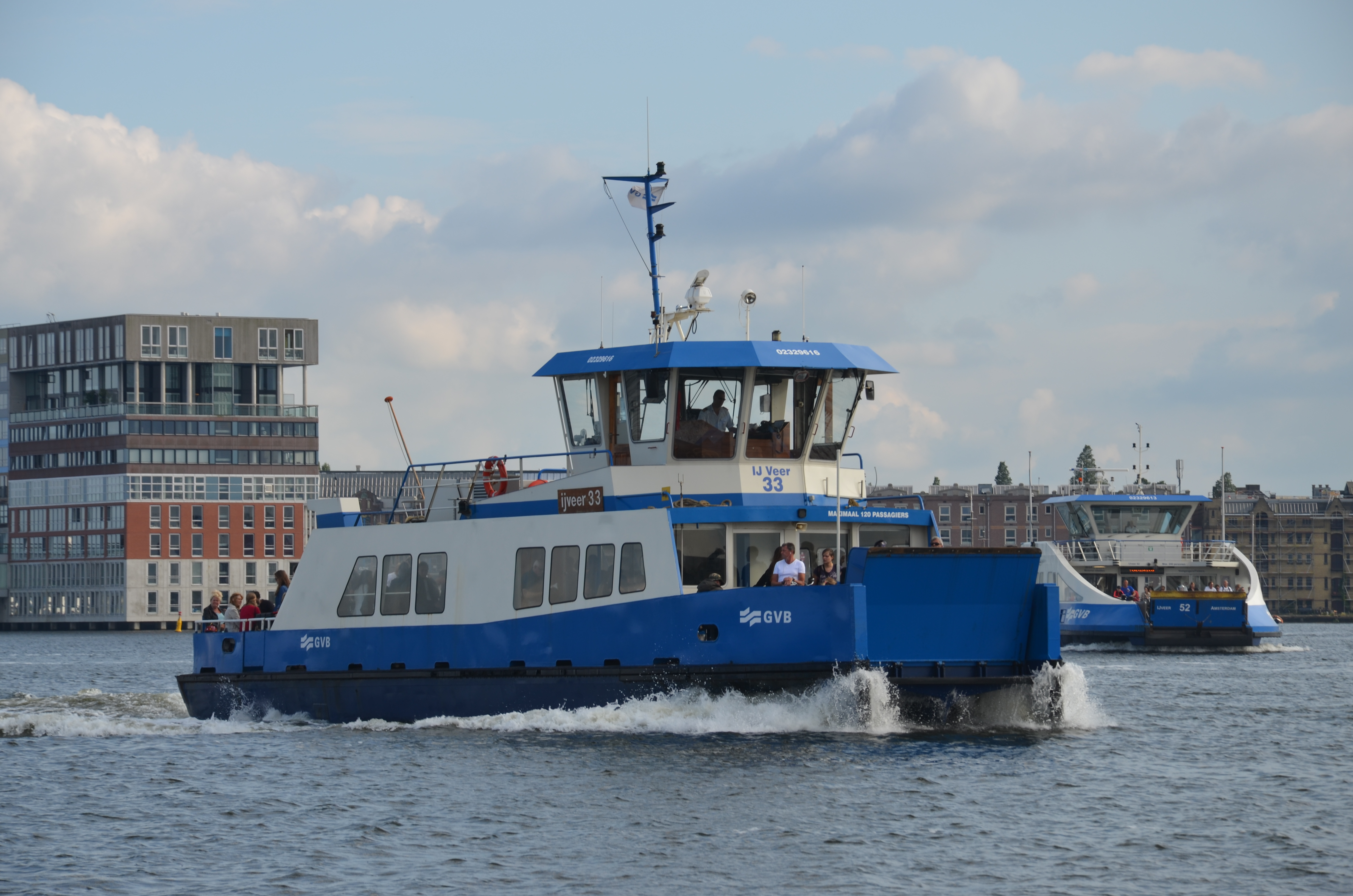
Prom na IJ

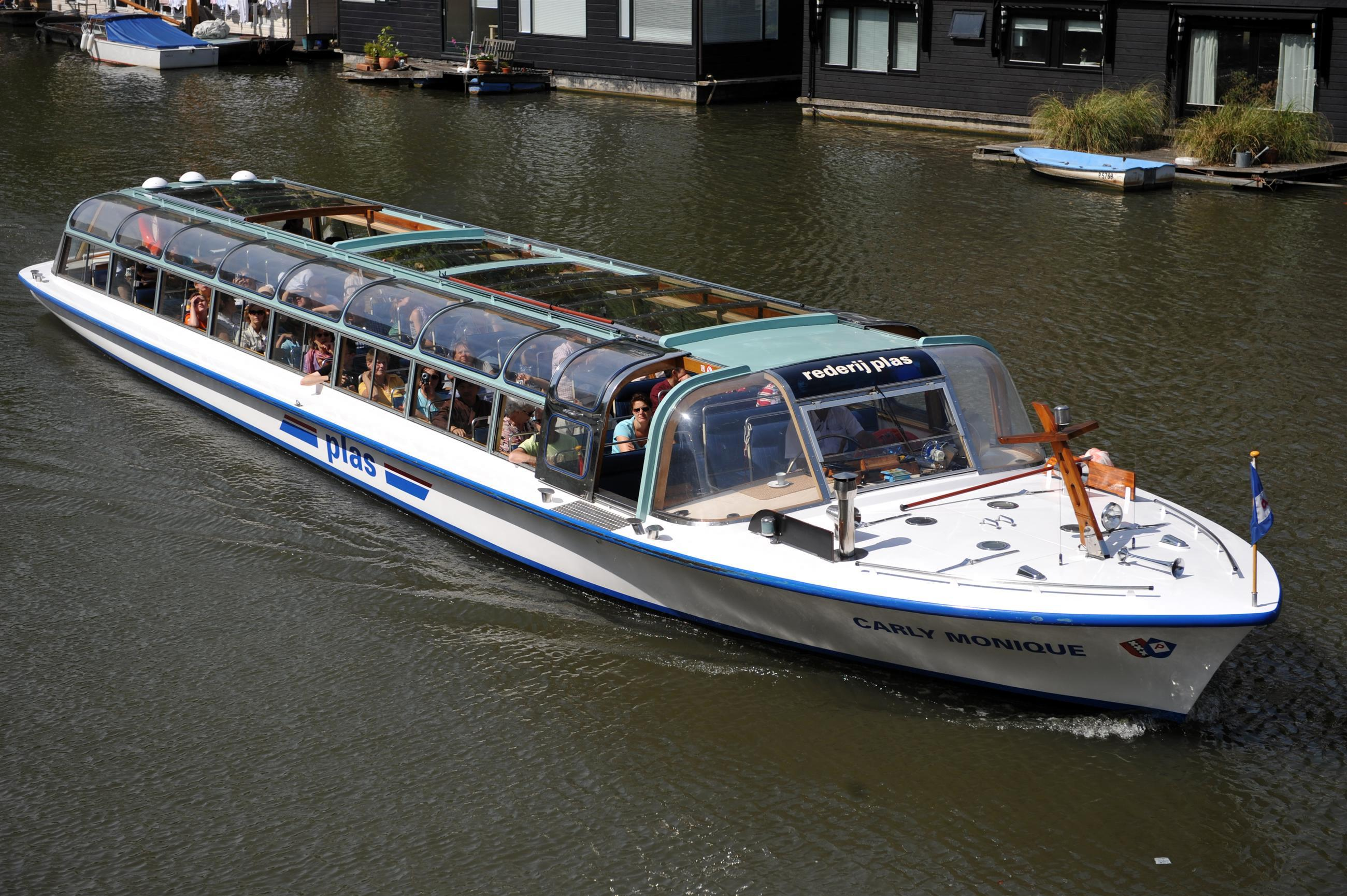
Autobus wodny

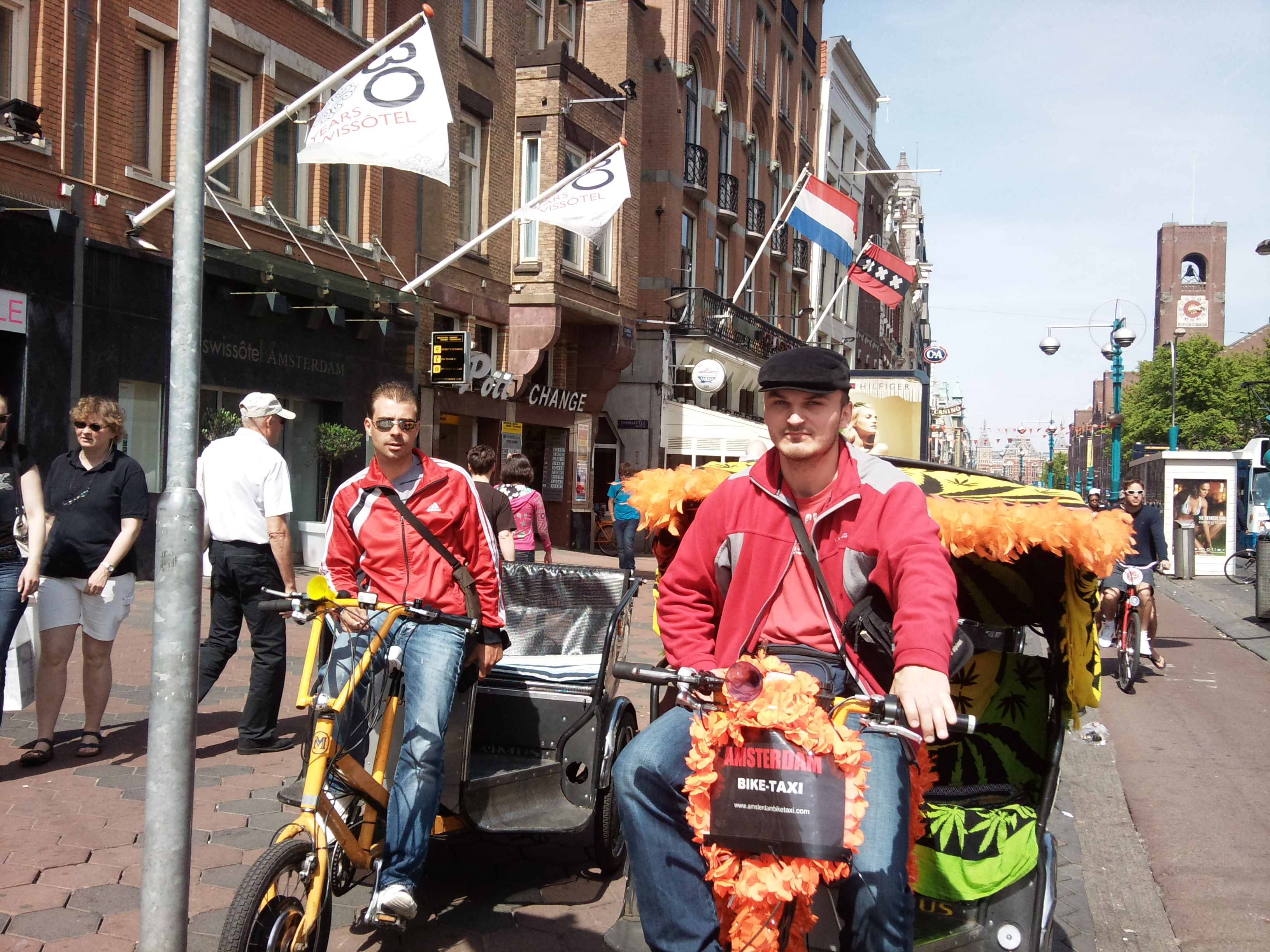
Kierowcy Amsterdam Bike Taxi na ulicy Damrak, niedaleko placu Dam

Około 18 km na południowy zachód od Amsterdamu, obok autostrady A4 w kierunku do Hagi, znajduje się największy w Holandii port lotniczy Schiphol. Lotnisko ważne jest nie tylko pod względem transportowym, ale także gospodarczym – zatrudnionych jest tu 57 tysięcy osób, a pośrednio dodatkowe 50 tysięcy. Schiphol to czwarte co do wielkości lotnisko w Europie i jedenaste na świecie, a pod względem liczby pasażerów – czwarte w Europie. W 2006 roku lotnisko, które ma ponad 200 połączeń, obsłużyło 44 miliony pasażerów. Jest bazą Air France-KLM. Lotnisko ma dogodne połączenia kolejowe z centrum miasta. Amsterdam posiada też port morski – piąty co do wielkości w Europie. Obok transportu towarów zajmuje się on przewozem pasażerskim.
W mieście znajduje się znaczący węzeł kolejowy (główny dworzec Centraal Station), który dziennie obsługuje około 280 tysięcy pasażerów, co oznacza, że jest to najruchliwszy dworzec w Holandii. Stąd odjeżdżają pociągi międzynarodowe – do Belgii, Francji, Niemiec i Szwajcarii. W Amsterdamie znajduje się osiem innych stacji kolejowych.
Amsterdam jest także dużym węzłem drogowym kraju (A1, A2, A4, A6, A7, A8, A9, A10).
Do wszystkich części miasta można dotrzeć korzystając z transportu publicznego, obsługiwanego przez Gemeentelijkvervoerbedrijf (GVB), Connexxion, Arriva i Nederlandse Spoorwegen. Są to linie autobusowe, tramwajowe i metro. Piesi i rowerzyści mogą też skorzystać z bezpłatnej przeprawy promem przez IJ łączącej Amsterdam południowy z dzielnicą północną. Tramwaje jeżdżą w Amsterdamie od 1875 roku, autobusy od 1925 roku, a od 1977 roku kursuje metro, którego sieć składa się z pięciu linii.
Amsterdam jest jednak znany przede wszystkim z ogromnej liczby rowerów i znakomitej infrastruktury rowerowej. Około 70% całego ruchu w centrum miasta odbywa się na rowerach. Jest ich w Amsterdamie około 900 tysięcy. Można nawet skorzystać z usług rowerowych taksówek, tzw. Amsterdam Bike Taxi, które stały się już bardziej popularne niż tradycyjne samochodowe taksówki, dla których ruch w centrum jest mocno ograniczony. Większość ulic ma wyznaczoną drogę rowerową, w mieście jest także wiele parkingów dla rowerów. Rocznie około 80 000 jednośladów zostaje skradzionych, a 25 tysięcy wpada do amsterdamskich kanałów. Atrakcją turystyczną w Amsterdamie są autobusy wodne.

## Oświata i nauka
Amsterdam ma dwa uniwersytety – Uniwersytet Amsterdamski (Universiteit van Amsterdam) i Wolny Uniwersytet Amsterdam (Vrije Universiteit Amsterdam). Oprócz nich w mieście znajdują się inne szkoły wyższe, m.in. Hogeschool van Amsterdam, Azusa theologische hogeschool (teologia), Lucia Marthas (akademia tańca), Hogeschool voor Economische Studies (szkoła ekonomiczna) oraz Amsterdamse Hogeschool voor de Kunsten (Wyższa Szkoła Sztuk Pięknych w Amsterdamie) z konserwatorium muzycznym i jedynym w Zachodniej Europie fakultetem muzeologii – Reinwardt Academie. W Amsterdamie znajdują się też liczne szkoły podstawowe i średnie, zarówno świeckie, jak i religijne (oparte na katolicyzmie, protestantyzmie i islamie). Miasto ma trzy niezależne szkoły średnie, które ostatnio przeżywają powrót do świetności – Vossius Gymnasium, Barlaeus Gymnasium i St. Ignatiusgymnasium, w nich nauka przebiega według klasycznego programu z greką i łaciną. Amsterdamski Międzynarodowy Instytut Historii Społecznej (Internationaal Instituut voor Sociale Geschiedenis) jest jednym z największych na świecie instytutów badawczych w dziedzinie historii społecznej, w szczególności ruchów robotniczych. Hortus Botanicus, założony w początkach XVII wieku jest jednym z najstarszych ogrodów botanicznych na świecie, z bardzo rzadkimi gatunkami roślin.

## Sport
Amsterdam znany jest przede wszystkim z piłki nożnej i klubu sportowego AFC Ajax, w którym grał i odnosił największe sukcesy w latach 70. Johan Cruijff. W 1995 roku Ajax zdobył puchar Ligi Mistrzów. Od 1996 roku Ajax może poszczycić się nowym nowoczesnym stadionem – Amsterdam ArenA – z ponad 50 000 miejsc. W Amsterdamie znajduje się także lodowisko Jaap Eden baan, gdzie rozgrywane są mecze hokejowe z udziałem m.in. amsterdamskiej drużyny – Amstel Tijgers, a na torach (400 metrów) wokół lodowiska odbywają się liczne międzynarodowe turnieje w łyżwiarstwie szybkim.
Miasto ma także swoją drużynę baseballową – Amsterdam Pirates, trzy drużyny hokeja na trawie – Amsterdam, Pinoké i Hurley, drużynę koszykówki – Amsterdam Astronauts.
Od 1999 roku miasto przyznaje co roku nagrody najlepszym swoim sportowcom – pierwszymi uhonorowanymi byli bokser Raymond Joval i hokeistka na trawie Carole Thate.
W 1928 roku w Amsterdamie odbyły się IX Letnie Igrzyska Olimpijskie. Specjalnie na tę okazję wybudowano Stadion Olimpijski, gdzie dziś mają miejsce nie tylko imprezy sportowe, ale także kulturalne.

## Zabytki i atrakcje turystyczne
Amsterdam ma ponad 7000 zabytków, m.in. kościoły, kamienice, mosty, fortyfikacje i giełdy. W mieście znajdują się też liczne parki, place, galerie i muzea.
| - zabytkowe śródmieście - Oude Kerk – najstarszy kościół w mieście (XIII wiek – XIV wiek) - Nieuwe Kerk Kościół (z początku XV wieku) - Westerkerk – kościół protestancki (XVII wiek) - Zuiderkerk – najstarszy w Amsterdamie kościół protestancki (1611 rok) - Noorderkerk – kościół z XVII wieku - Oosterkerk – kościół z XVII wieku - Sint-Nicolaaskerk – kościół św. Mikołaja z XIX wieku - Openluchtschool („Szkoła na świeżym powietrzu”), Cliostraat 38 – Arch. Jan Duiker (1930). Pierwsza nowoczesna szkoła w Holandii. Szkoła została wpisana do rejestru zabytków w 1985 jako wybitny przykład funkcjonalizmu w architekturze. Każda kondygnacja budynku w tym dach jest wyposażony w taras rekreacyjny otwarty dla uczniów. - beginaż - Plac Dam z Nationaal Monument – pomnikiem upamiętniającym wyzwolenie Amsterdamu spod okupacji niemieckiej w 1944 roku. - Pałac królewski, wcześniej ratusz z XVII wieku - Beurs van Berlage (1903 rok) – giełda - Waga miejska z XV wieku na Nieuwemarkt, część fortyfikacji - Magere Brug – Chudy Most (XVII wiek) – najsłynniejszy most Amsterdamu - Singel – najstarszy kanał Amsterdamu, na którego brzegu znajduje się słynny targ kwiatowy - Rembrandtplein - Concertgebouw – sala koncertowa z końca XIX wieku - Diamantbeurs – giełda diamentów - Muiderpoort – brama miejska (XVII wiek) | - Natura Artis Magistra (1838) – najstarszy ogród zoologiczny w Holandii - dom gildii handlu winem z 1633 roku - arsenał morski z 1656 r. - kamienice mieszczańskie z XVII i XVIII wieku - obiekty uniwersyteckie w dawnym zespole szpitalnym z połowy XVIII wieku - De Wallen – Dzielnica Czerwonych Latarni - Stopera – teatr muzyczny - Dworzec Centralny – budynek neogotycki - Verzetsmuseum Amsterdam – muzeum holenderskiego ruchu oporu - Munttoren – wieża z XVII wieku - Montelbaanstoren – wieża z 1512 roku, część fortyfikacji - Stadion Olimpijski - Oost-Indisch Huis – siedziba VOC – Kompanii Wschodnioindyjskiej - Homomonument – pomnik upamiętniający gejów i lesbijki, prześladowanych za swoją orientację seksualną - Sensation White: impreza odbywająca się raz w roku z licznymi przedstawicielami muzyki house i trance ozdobiona licznymi efektami widowiskowymi (światła, teatr, widowisko) - Sensation Black: jak Sensation White tyle że dotyczy muzyki hardstyle i hardcore. Impreza odbywa się tydzień po Sensation White. |

### Muzea
| - Akhnaton (Centrum Kultury Światowej) - Allard Pierson Museum (Muzeum Archeologiczne Uniwersytetu Amsterdamskiego) - Amsterdams Historisch Museum (Muzeum Historyczne) - The Amsterdam Dungeon (muzeum historyczne i park atrakcji) - Anne Frankhuis (Dom Anny Frank) - Arcam, Architectuur Centrum Amsterdam (Muzeum Architektury) - Beurs van Berlage (zabytkowa giełda) - Bijbelmuseum (Muzeum Biblii) - De Burcht, Vakbondsmuseum (Muzeum Ruchu Robotniczego) - Energetica (Muzeum Elektrotechniki) - Filmmuseum (Muzeum Filmu) - Fotografiemuseum FOAM (Muzeum Fotografii) - Gemeente Archief Amsterdam (Archiwum Miejskie) - Van Goghmuseum (Muzeum Vincenta van Gogha) - Hash Marihuana & Hemp Museum (Muzeum Haszyszu, Marihuany i Konopi) - Huis Marseille (Galeria Fotografii) - Joods Historisch Museum (Muzeum Żydowskie) - Muzeum Madame Tussauds Scenerama | - Molen van Sloten met Kuiperijmuseum (Muzeum Wiatraków i Polderów) - Multatuli Museum (Muzeum Eduarda Douwesa Dekkera) - Museum Amstelkring (muzeum z XVII wieku) - Museum Geelvinck-Hinlopen Huis (siedemnastowieczna kamienica z oryginalnym wnętrzem) - Museum Van Loon (mieszczański dom rodziny Van Loon) - Museum Het Schip (budynki zaprojektowane przez Michela de Klerka na początku XX wieku, muzeum architektury Szkoły Amsterdamskiej) - Nederlands Scheepvaartmuseum (Muzeum Morskie) - NEMO (Centrum Nauki) - Olympic Experience Amsterdam (Muzeum Sportu) - Persmuseum (Muzeum Dziennikarstwa w Internationaal Instituut voor Sociale Geschiedenis) - Pianola Museum (Muzeum Pianoli) - Rembrandthuis (Dom Rembrandta) - Rijksmuseum (Muzeum Narodowe) - Sexmuseum de Venustempel (Muzeum seksu i erotyki) - Stedelijk Museum (Muzeum Miejskie, sztuka współczesna) - Tassenmuseum Hendrikje (Muzeum Torebek) - Theatermuseum (Muzeum Teatru) - Theo Thijssen Museum (Muzeum Theo Thijssena) - Tropenmuseum (Muzeum Tropiku) - Verzetsmuseum Amsterdam (Muzeum Oporu) - Woonbootmuseum (Muzeum Łodzi Mieszkalnych) - Zoological Museum Amsterdam (Muzeum Zoologiczne) |

### Najsłynniejsze targi
- Cannabis Cup
- Albert Cuyp
- Waterlooplein
- Dappermarkt
- Noordermarkt
- Bloemenmarkt – targ kwiatowy nad kanałem Singel

### Najważniejsze wydarzenia kulturalne
- 27 kwietnia – Dzień Króla
- 4 maja – Dzień Pamięci Narodowej
- 5 maja – Dzień Wyzwolenia
- sierpień (pierwszy weekend) – parada gejowska Amsterdam Gay Pride
- sierpień (co 5 lat – kolejne w 2025 roku) – Sail Amsterdam

## Demografia
| Rok  | Liczba ludności |
| ---- | --------------- |
| 1300 | 1000            |
| 1400 | 3000            |
| 1500 | 12 000          |
| 1514 | 14 000          |
| 1600 | 100 000         |
| 1622 | 105 000         |
| 1650 | 140 000         |
| 1796 | 200 600         |
| 1830 | 202 400         |
| 1849 | 224 000         |
| 1879 | 317 000         |
| 1899 | 510 900         |
| 1925 | 714 200         |
| 1999 | 727 100         |
| 2005 | 742 011         |

## Miasta partnerskie
- Manchester, Wielka Brytania
- Nowy Jork, Stany Zjednoczone
- Pekin, Chiny
- Ryga, Łotwa
- Toronto, Kanada
- Warna, Bułgaria

## Galeria

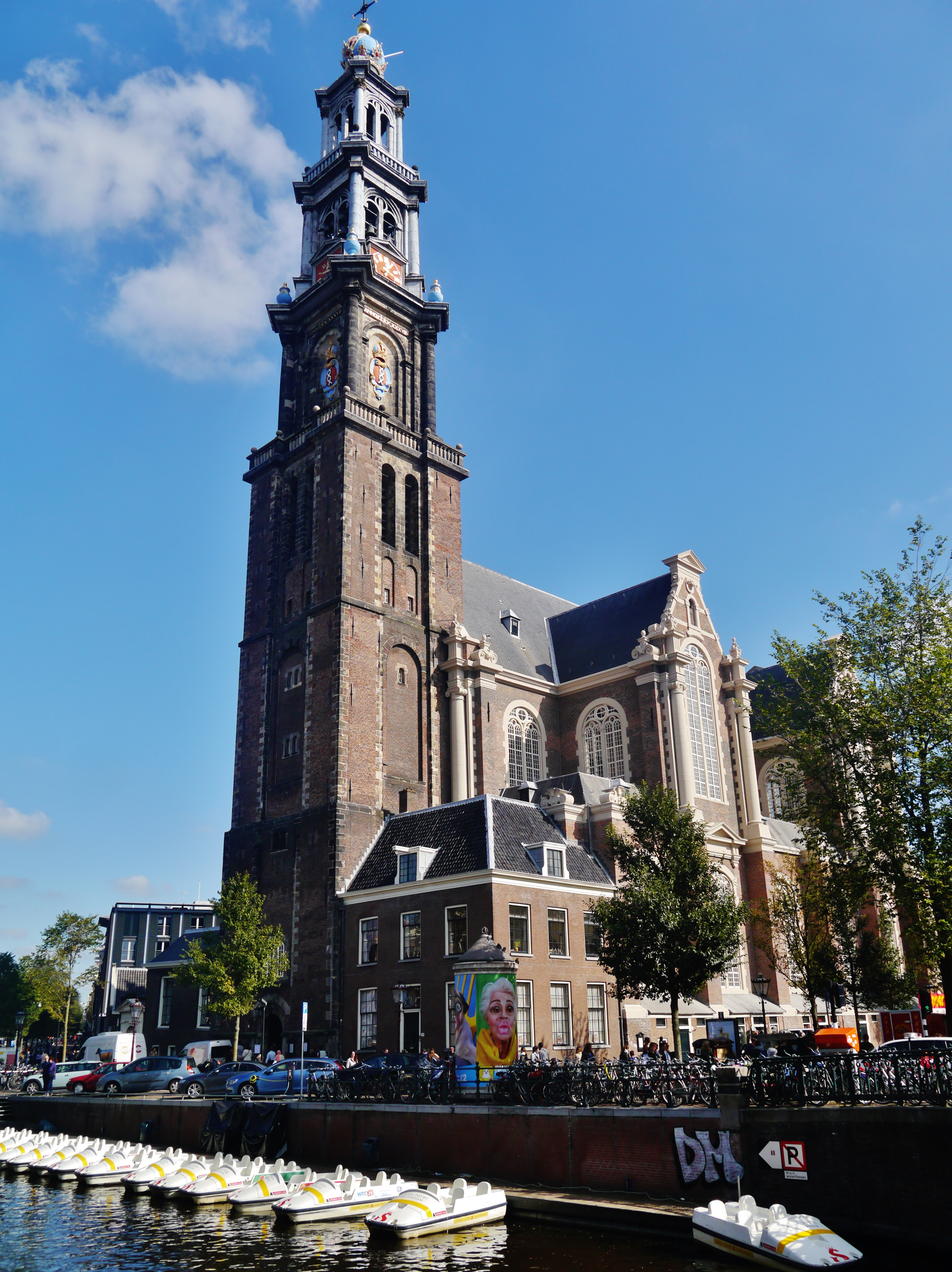
Westerkerk (kościół zachodni) w Amsterdamie
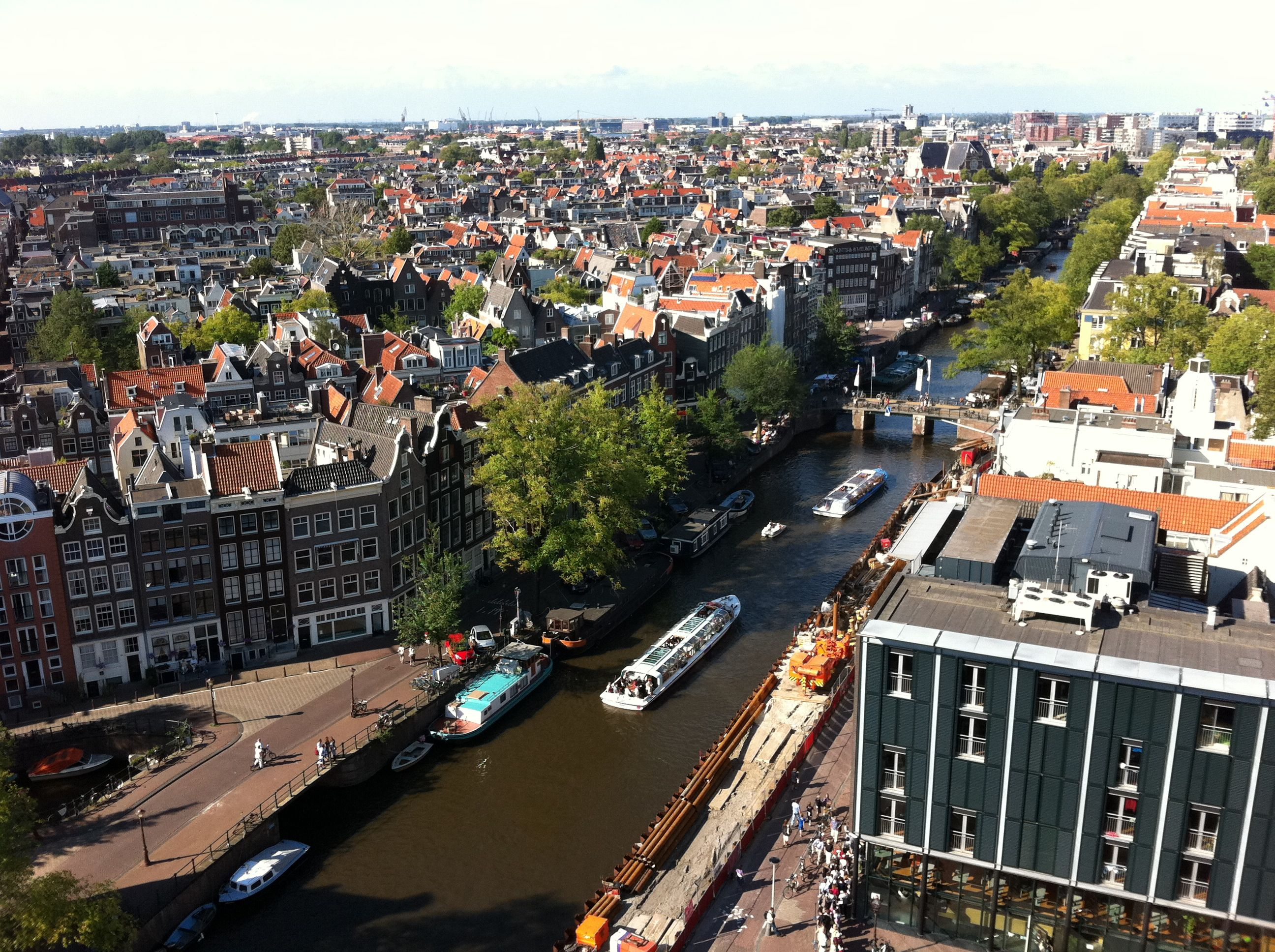
Amsterdamski kanał
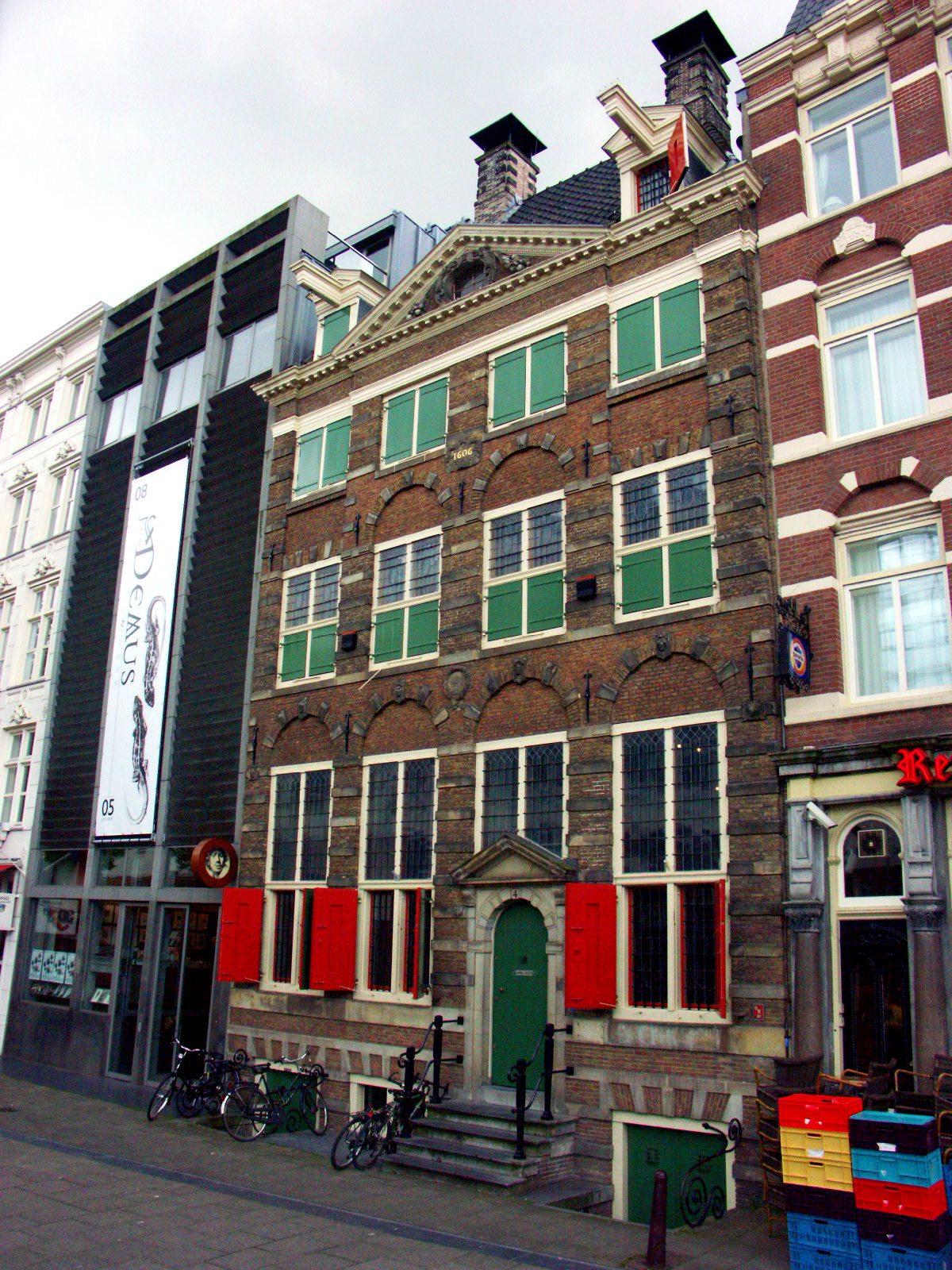
Dom Rembrandta, Amsterdam
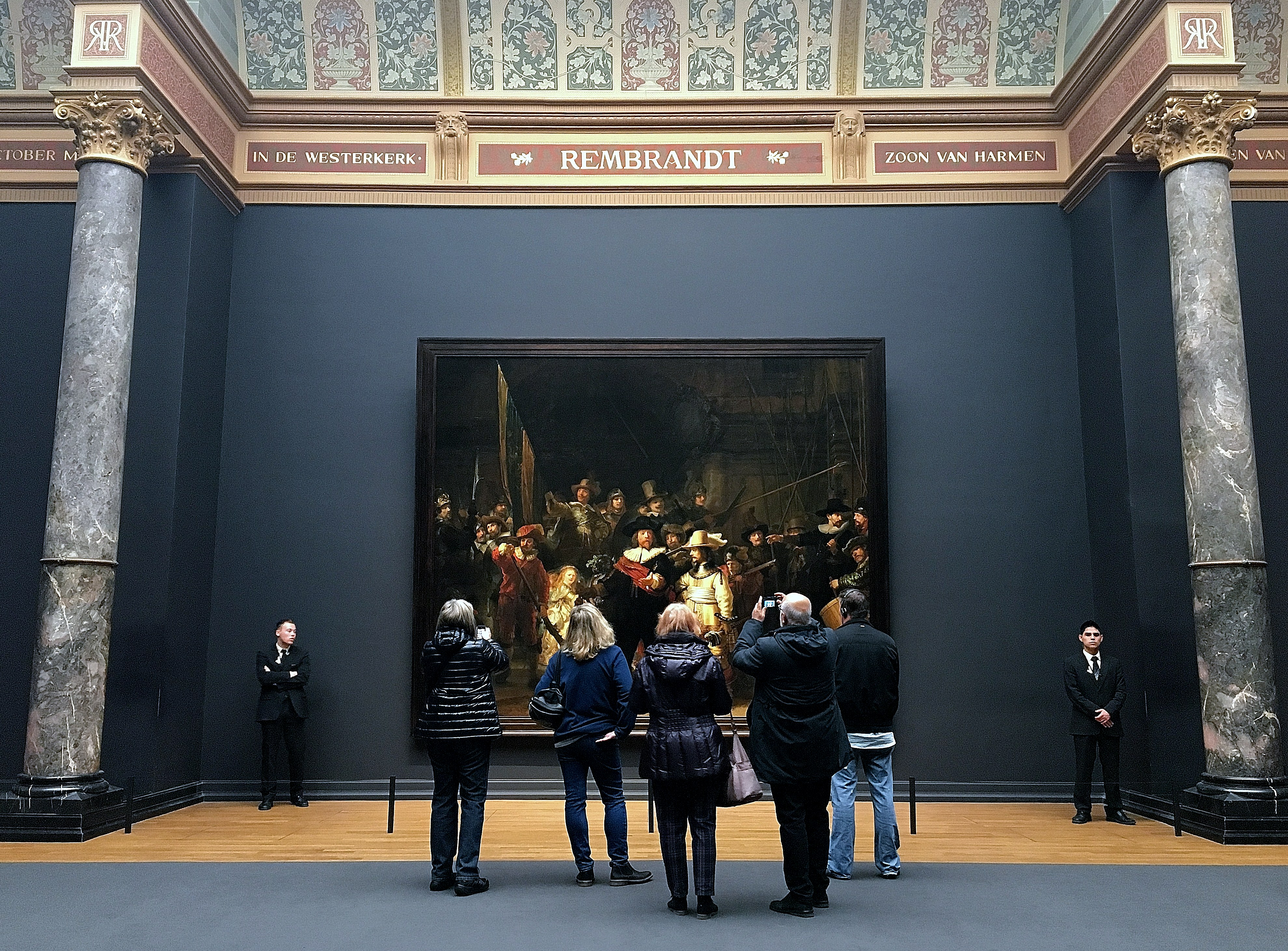
Słynna „Nocna straż” Rembrandta w Rijksmuseum
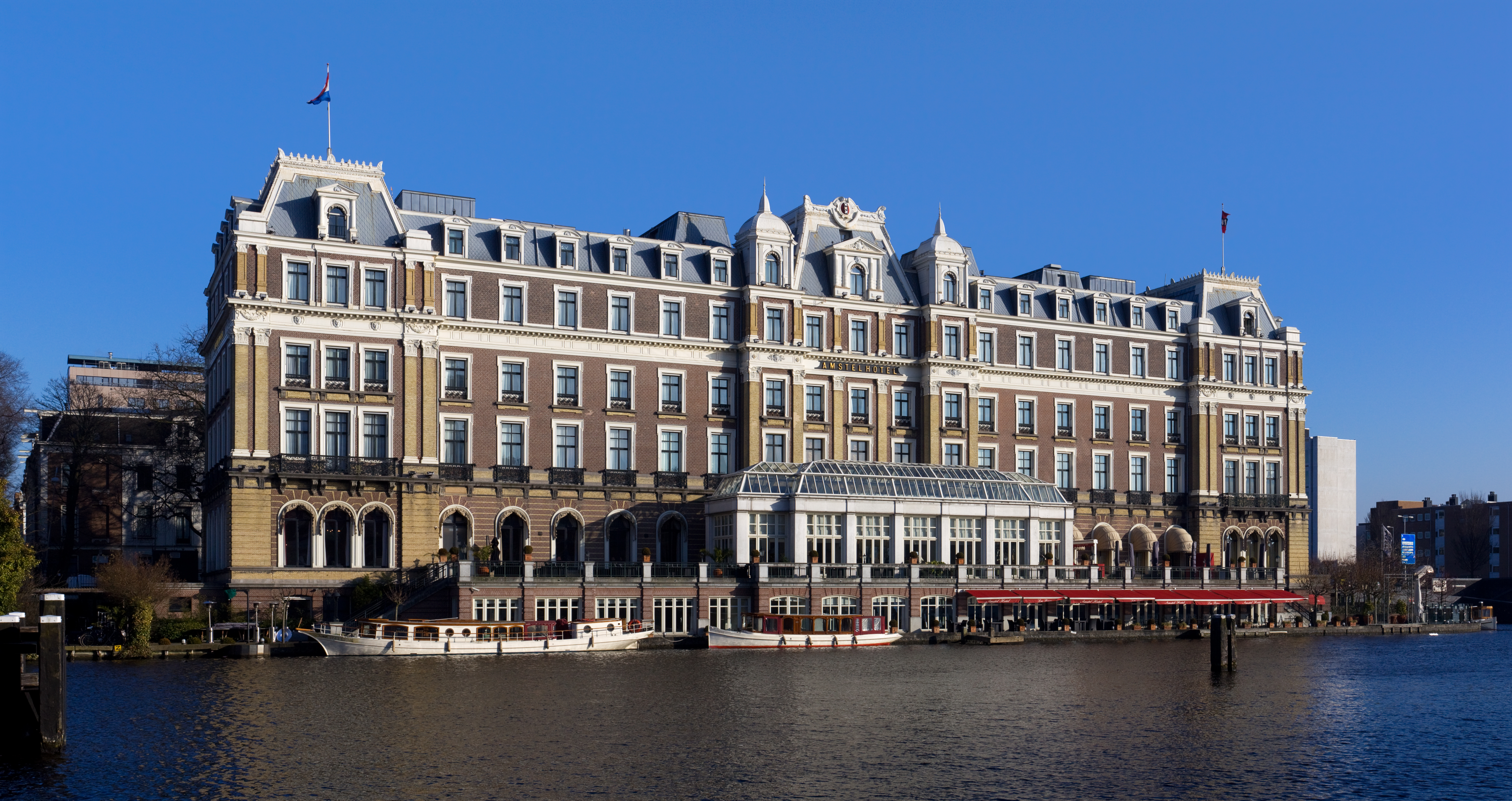
Hotel Amstel w Amsterdamie
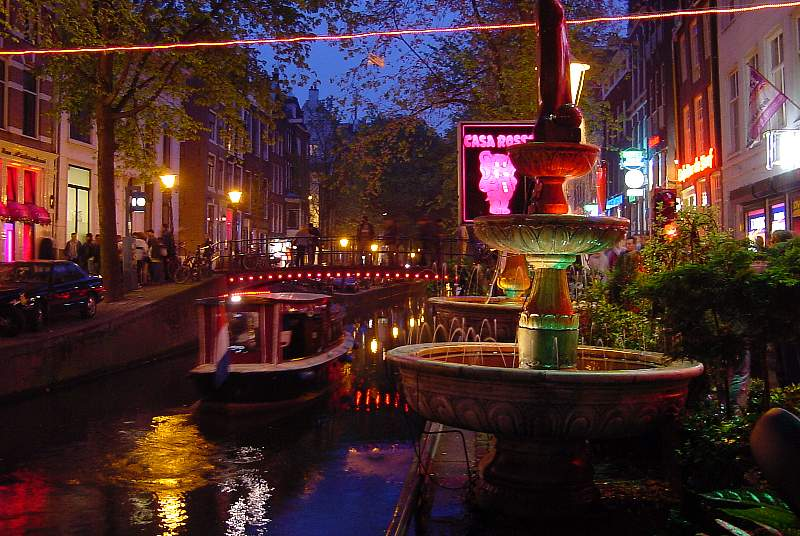
Dzielnica Czerwonych Latarni
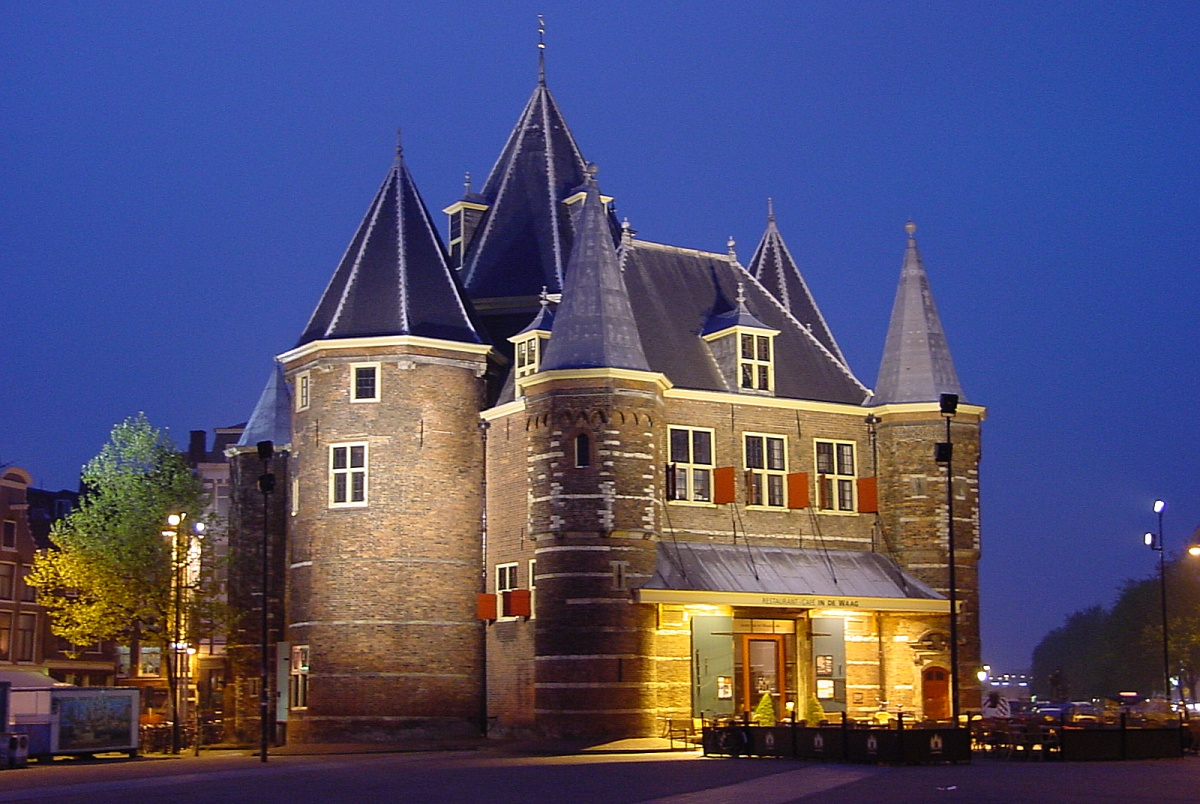
Waga miejska
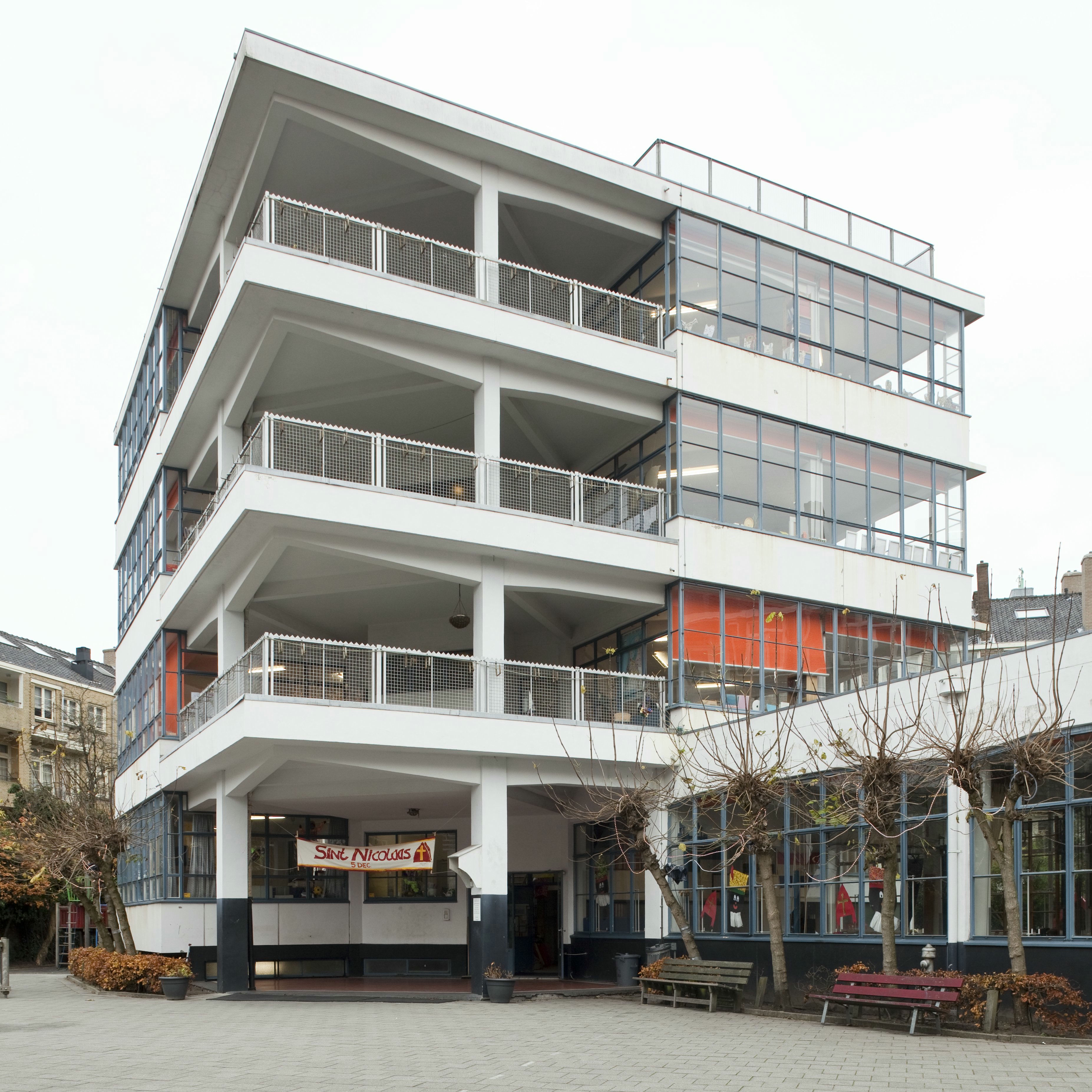
Openluchtschool („Szkoła na świeżym powietrzu”)
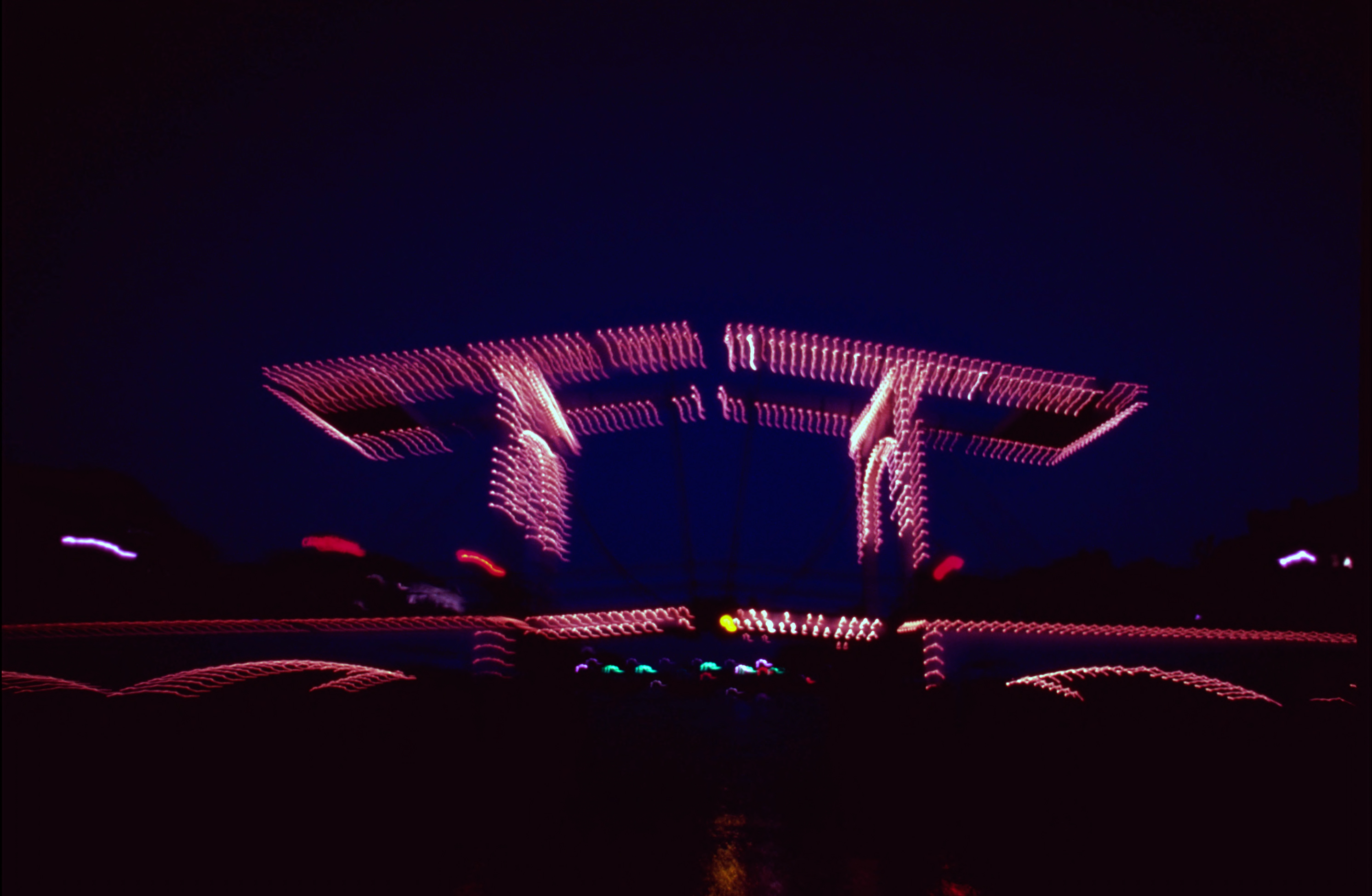
Magere Brug
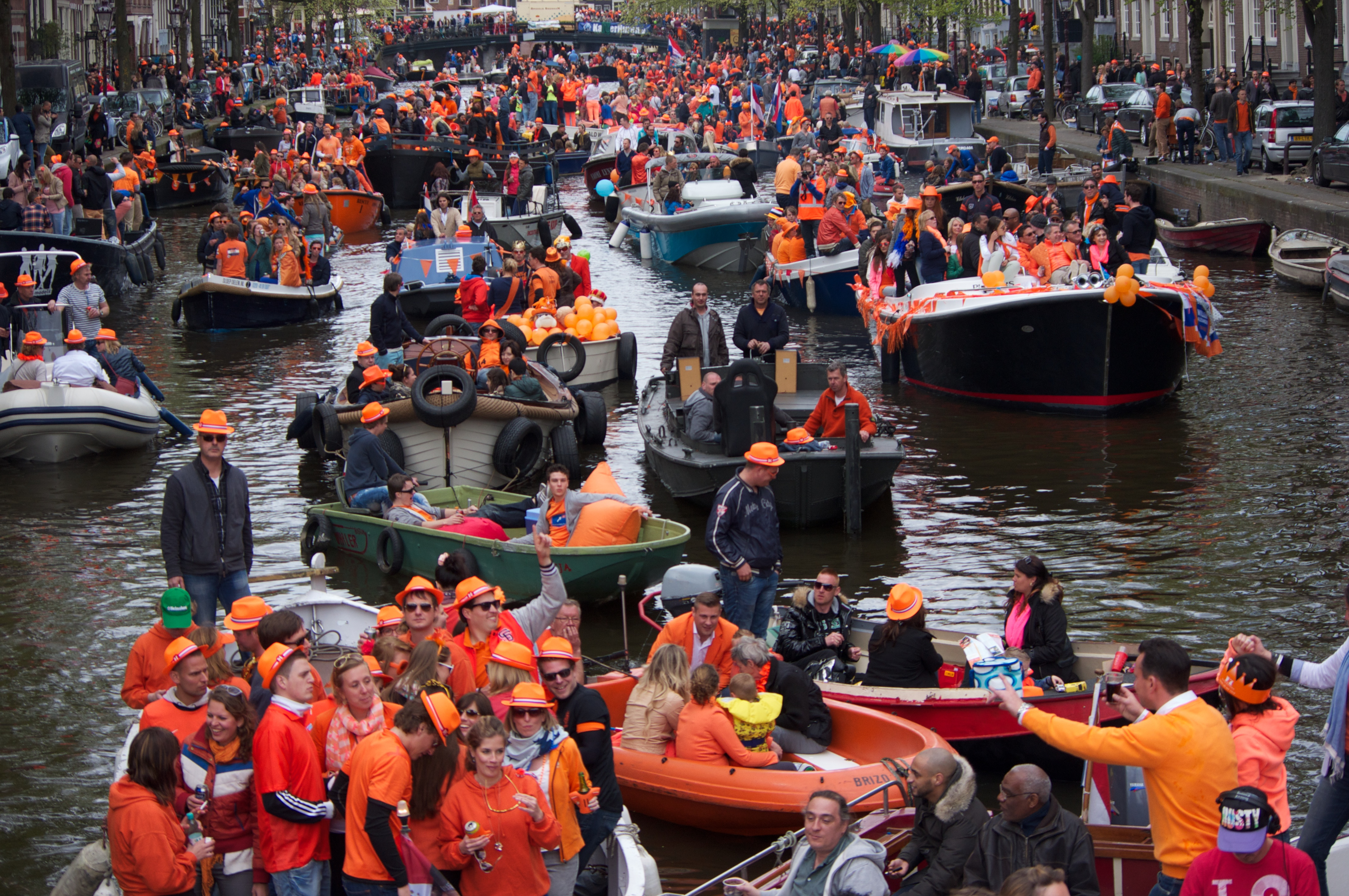
Dzień Króla
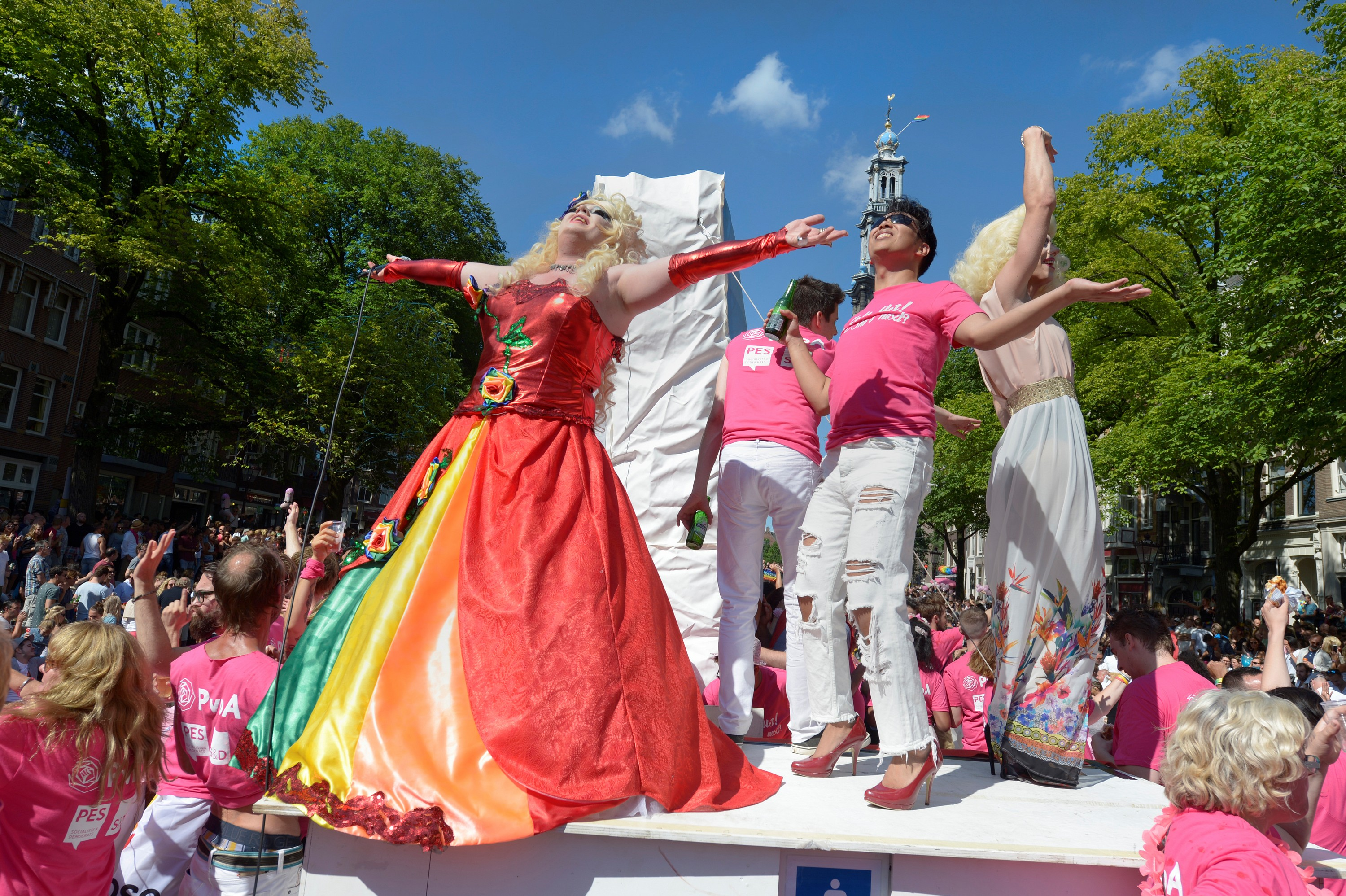
Amsterdam Gay Pride